# Schweizer Nordische Skimeisterschaften 1992
Die Schweizer Nordischen Skimeisterschaften 1992 fanden vom 17. bis 19. Januar 1992 in Les Mosses, vom 24. bis 26. Januar 1992 und am 28. März und 29. März 1992 im Les Diablerets und in Gstaad statt. Ausgetragen wurden im Skilanglauf bei den Männern die Distanzen 10 km, 30 km und 50 km, sowie ein Verfolgungsrennen und die 4 × 10 km Staffel. Bei den Frauen fanden die Distanzen 5 km, 15 km und 30 km, sowie ein Verfolgungsrennen und die 4 × 5 km Staffel statt. Bei den Männern siegte Daniel Hediger über 30 km und 50 km, Jeremias Wigger über 10 km, Giachem Guidon im Verfolgungsrennen und die Staffel von SC Marbach. Bei den Frauen holte Sylvia Honegger drei Einzeltitel und den zweiten Platz über 50 km hinter Barbara Mettler. Die Staffel gewann der Bündner Skiverband. Das Skispringen gewann Sylvain Freiholz und die Nordische Kombination Andreas Schaad.

## Skilanglauf

### Männer

#### 30 km klassisch
| Platz | Name            | Verein                               | Zeit (std) |
| ----- | --------------- | ------------------------------------ | ---------- |
| 01    | Daniel Hediger  | SC Bex                               | 1:23:28,7  |
| 02    | Hans Diethelm   | SC Galgenen                          | 1:25:32,7  |
| 03    | Jeremias Wigger | SC Entlebuch                         | 1:25:34,6  |
| 04    | André Rey       | Ulrichen                             | 1:25:58,1  |
| 05    | Markus Hasler   | Unterländer Wintersportverein Eschen | 1:26:53,9  |
| 06    | Isidor Haas     | SC Marbach                           | 1:27:05,0  |
| 07    | Giachem Guidon  |                                      | 1:27:53,7  |
| 08    | Erwin Lauber    | SC Marbach                           | 1:27:59,5  |
| 09    | Chris Heberle   | Australien                           | 1:28:05,8  |
| 10    | Anthony Evans   | Australien                           | 1:28:17,6  |

Datum: Freitag, 17. Januar 1992 in Les Mosses

Zum Auftakt gewann Daniel Hediger mit zwei Minuten und vier Sekunden Vorsprung auf Hans Diethelm.

#### 10 km klassisch
| Platz | Name            | Verein                               | Zeit (min) |
| ----- | --------------- | ------------------------------------ | ---------- |
| 01    | Jeremias Wigger | SC Entlebuch                         | 28:53,6    |
| 02    | Giachem Guidon  |                                      | 28:58,5    |
| 03    | Daniel Hediger  | SC Bex                               | 29:06,2    |
| 04    | Hans Diethelm   | SC Galgenen                          | 29:15,7    |
| 05    | Isidor Haas     | SC Marbach                           | 29:36,4    |
| 06    | Markus Hasler   | Unterländer Wintersportverein Eschen | 29:55,0    |
| 07    | Jörg Hafner     | Ulrichen                             | 30:02,5    |
| 08    | André Jungen    | SC Adelboden                         | 30:02,8    |
| 09    | Toni Dinkel     | Lauterbrunnen                        | 30:06,3    |
| 10    | Anthony Evans   | Australien                           | 30:07,0    |

Datum: Freitag, 24. Januar 1992 in Les Diablerets

Das Einzelrennen gewann Jeremias Wigger mit 4,9 Sekunden Vorsprung auf Giachen Guidon und 12,6 Sekunden auf Vorjahressieger Daniel Hediger. Das Ergebnis dieses Rennen zählte für das Verfolgungsrennen am folgenden Tag.

#### 15 km Freistil Verfolgung
| Platz | Name               | Verein                               | Zeit (min) |
| ----- | ------------------ | ------------------------------------ | ---------- |
| 01    | Giachem Guidon     |                                      | 37:37,1    |
| 02    | Jeremias Wigger    | SC Entlebuch                         | 37:37,2    |
| 03    | Hans Diethelm      | SC Galgenen                          | 38:31,2    |
| 04    | Daniel Hediger     | Bex                                  | 38:31,5    |
| 05    | Markus Hasler      | Unterländer Wintersportverein Eschen | 39:23,8    |
| 06    | André Jungen       | SC Adelboden                         | 39:24,1    |
| 07    | Wilhelm Aschwanden | SC Marbach                           | 39:49,3    |
| 08    | Isidor Haas        | SC Marbach                           | 40:07,8    |
| 09    | Paul Gray          | Australien                           | 40:09,2    |
| 10    | André Rey          | Ulrichen                             | 40:20,7    |

Datum: Samstag, 25. Januar 1992 in Les Diablerets

#### 50 km Freistil
| Platz | Name               | Verein                               | Zeit (std) |
| ----- | ------------------ | ------------------------------------ | ---------- |
| 01    | Daniel Hediger     | SC Bex                               | 2:16:02,2  |
| 02    | André Jungen       | SC Adelboden                         | 2:18:48,9  |
| 03    | Markus Hasler      | Unterländer Wintersportverein Eschen | 2:20:19,4  |
| 04    | Hans Diethelm      | SC Galgenen                          | 2:20:23,8  |
| 05    | Kurt Ehrensperger  | SC Davos                             | 2:22:08,5  |
| 06    | Adrian Trapletti   | Bern                                 | 2:22:43,3  |
| 07    | Toni Dinkel        | Lauterbrunnen                        | 2:23:22,4  |
| 08    | Jeremias Wigger    | SC Entlebuch                         | 2:23:41,5  |
| 09    | Lukas Kalbermatten | Blatten                              | 2:23:44,8  |
| 10    | Fadri Guidon       | Alpina St. Moritz                    | 2:23:47,2  |

Datum: Sonntag, 29. März 1992 in Les Diablerets

Mit zwei Minuten und 6,7 Sekunden Vorsprung auf dem Vorjahressieger André Jungen, holte Daniel Hediger seinen dritten Meistertitel.

#### 4 × 10 km Staffel
| Platz | Namen                                                 | Verein                     | Zeit (std) |
| ----- | ----------------------------------------------------- | -------------------------- | ---------- |
| 01    | Anthony Evans Chris Heberle Mark Gray Paul Gray       | Australien                 | 1:50:57,0  |
| 02    | Beat Koch Erwin Lauber Isidor Haas Wilhelm Aschwanden | SC Marbach                 | 1:52:31,3  |
| 03    | Jörg Hafner André Rey Emanuel Buchs Steve Maillardet  | Grenzwachtkorps V Ulrichen | 1:53:27,4  |
| 04    | Toni Aellig Rolf Zurbrügg Daniel Zobrist André Jungen | SC Adelboden               | 1:54:37,6  |

Datum: Sonntag, 19. Januar 1992 in Les Mosses

Es nahmen 24 Staffeln teil. Die Australische Staffel wurde nicht für diese Meisterschaft gewertet.

### Frauen

#### 5 km klassisch
| Platz | Name              | Verein                | Zeit (min) |
| ----- | ----------------- | --------------------- | ---------- |
| 01    | Sylvia Honegger   | Wald ZH               | 15:37,1    |
| 02    | Barbara Mettler   | Schwellbrunn          | 15:47,0    |
| 03    | Natascia Leonardi | Airolo                | 16:12,9    |
| 04    | Brigitte Albrecht | Lax                   | 16:13,2    |
| 05    | Silke Schwager    | Zürich                | 16:26,2    |
| 06    | Jasmin Baumann    | SC Davos              | 16:37,7    |
| 07    | Elvira Knecht     | SC Rätia Chur         | 16:40,0    |
| 08    | Beatrice Schranz  | SC Adelboden          | 16:55,9    |
| 09    | Annemarie Bösch   | SC Bernina Pontresina | 16:56,7    |
| 010   | Andrea Huber      | Alpina St. Moritz     | 17:15,4    |

Datum: Samstag, 18. Januar 1992 in Les Mosses

Zum Auftakt der Meisterschaften gewann, das mit 52 Läuferinnen gestarteten Rennen, Sylvia Honegger mit 8,9 Sekunden Vorsprung auf Barbara Mettler und 35,8 Sekunden auf Natascia Leonardi. Das Ergebnis dieses Rennen zählte für das Verfolgungsrennen am folgenden Tag.

#### 10 km Freistil Verfolgung
| Platz | Name               | Verein        | Zeit (min) |
| ----- | ------------------ | ------------- | ---------- |
| 01    | Sylvia Honegger    | Wald ZH       | 29:11,2    |
| 02    | Barbara Mettler    | Schwellbrunn  | 29:28,6    |
| 03    | Brigitte Albrecht  | Lax           | 29:53,4    |
| 04    | Natascia Leonardi  | Airolo        | 30:12,3    |
| 05    | Elvira Knecht      | SC Rätia Chur | 30:37,6    |
| 06    | Silke Schwager     | Zürich        | 31:47,9    |
| 07    | Annelies Lengacher | NSK Thun      | 32:07,3    |
| 08    | Beatrice Schranz   | SC Adelboden  | 32:22,5    |
| 09    | Jasmin Baumann     | SC Davos      | 32:22,7    |
| 010   | Anita Rauch        | Scuol         | 33:38,1    |

Datum: Sonntag, 19. Januar 1992 in Les Mosses

#### 15 km klassisch
| Platz | Name               | Verein        | Zeit (min) |
| ----- | ------------------ | ------------- | ---------- |
| 01    | Sylvia Honegger    | Wald ZH       | 48:29,3    |
| 02    | Brigitte Albrecht  | Lax           | 48:37,4    |
| 03    | Barbara Mettler    | Schwellbrunn  | 48:43,7    |
| 04    | Natascia Leonardi  | Airolo        | 49:04,1    |
| 05    | Elvira Knecht      | SC Rätia Chur | 49:37,0    |
| 06    | Annelies Lengacher | NSK Thun      | 49:47,7    |
| 07    | Anita Rauch        | Scuol         | 51:29,8    |
| 08    | Jasmin Baumann     | SC Davos      | 52:02,5    |
| 09    | Doris Kunz         | Gibswil       | 53:12,9    |
| 010   | Barbara Schmid     | Langnau       | 53:13,9    |

Datum: Freitag, 24. Januar 1992 in Les Diablerets

Sylvia Honegger gewann damit das dritte Einzelrennen bei diesen Meisterschaften und ihren insgesamt vierten Meistertitel.

#### 30 km Freistil
| Platz | Name              | Verein        | Zeit (std) |
| ----- | ----------------- | ------------- | ---------- |
| 01    | Barbara Mettler   | Schwellbrunn  | 1:39:06,7  |
| 02    | Brigitte Albrecht | Lax           | 1:41:22,8  |
| 03    | Elvira Knecht     | SC Rätia Chur | 1:43:10,1  |
| 04    | Sylvia Honegger   | Wald ZH       | 1:46:46,5  |
| 05    | Natascia Leonardi | Airolo        | 1:47:43,9  |
| 06    | Beatrice Schranz  | SC Adelboden  | 1:50:05,4  |
| 07    | Brigitte Dänzer   | SC Adelboden  | 1:50:36,3  |
| 08    | Nadja Scaruffi    | SC Davos      | 1:50:51,0  |
| 09    | Nathalie Mächler  | SC Galgenen   | 1:51:52,2  |
| 010   | Christine Mettler | Schwellbrunn  | 1:52:54,8  |

Datum: Samstag, 28. März 1992 in Les Diablerets

Die 21-jährige Barbara Mettler gewann mit 2 Minuten und 16 Sekunden Vorsprung auf Brigitte Albrecht und holte damit ihren ersten Meistertitel.

#### 3 × 5 km Staffel
| Platz | Namen                                                 | Verein                       | Zeit (min) |
| ----- | ----------------------------------------------------- | ---------------------------- | ---------- |
| 01    | Jasmin Baumann Annemarie Bösch Elvira Knecht          | Bündner Skiverband           | 47:53,7    |
| 02    | Nadja Scaruffi Andrea Huber Anita Rauch               | Bündner Skiverband II        | 47:56,7    |
| 03    | Beatrice Schranz Brigitte Dänzer Annelies Lengacher   | Berner Oberländer Skiverband | 48:40,2    |
| 04    | Doris Kunz Sylvia Honegger Silke Schwager             | SC Am Bachtel                | 48:40,4    |
| 04    | Barbara Schmid Silvia Egli Elisabeth Bucher-Glanzmann | Zentralschweizer Skiverband  | 50:34,8    |

Datum: Sonntag, 26. Januar 1992 in Les Diablerets

Es waren 11 Staffeln am Start.

## Nordische Kombination

### Einzel
| Platz | Name              | Ort               | Weiten        | Punktestand nach dem Springen | Laufzeit (min) |
| ----- | ----------------- | ----------------- | ------------- | ----------------------------- | -------------- |
| 01    | Andreas Schaad    | SC Einsiedeln     | 84,0 m 83,0 m | 218,5                         | 28:34,0        |
| 02    | Hippolyt Kempf    | Luzern            | 76,0 m 80,0 m | 195,9                         | 29:56,4        |
| 03    | Urs Niedhart      | SC Marbach        | 77,5 m 79,0 m | 196,6                         | 30:22,6        |
| 04    | Jean-Yves Cuendet | Le Liei           |               |                               | 30:59,6        |
| 05    | Marco Zarucchi    | Alpina St. Moritz | 77,0 m 79,0 m | 202,4                         | 31:12,0        |
| 06    | Hannes Horler     | Wabern            |               |                               | 31:21,0        |

Datum: Freitag, 24. Januar und Samstag, 25. Januar 1992 in Gstaad

Schaad gewann damit nach 1986, 1988 und 1989 seinen vierten Schweizer Meistertitel.

## Skispringen

### Normalschanze
| Platz | Name               | Verein          | Weite 1 | Weite 2 | Punkte |
| ----- | ------------------ | --------------- | ------- | ------- | ------ |
| 01    | Sylvain Freiholz   | Schaan          | 86,0 m  | 82,0 m  | 213,2  |
| 02    | Stephan Zünd       | Schaan          | 82,0 m  | 85,0 m  | 212,6  |
| 03    | Bruno Romang       | Ski-Club Gstaad | 73,5 m  | 74,5 m  | 166,9  |
| 04    | Christoph Lehmann  | Ski-Club Gstaad | 76,0 m  | 72,5 m  | 165,5  |
| 05    | Reto Kälin         | SC Einsiedeln   | 75,0 m  | 71,5 m  | 164,3  |
| 06    | Sepp Zehnder       | Bennau          | 74,5 m  | 74,0 m  | 162,2  |
| 07    | Martin Trunz       | Degersheim      | 70,5 m  | 76,0 m  | 160,8  |
| 08    | Christoph Birchler | SC Einsiedeln   | 74,5 m  | 70,5 m  | 159,4  |

Datum: Sonntag, 2. Februar 1992 in Gstaad

Sylvain Freiholz gewann mit Weiten von 86 m und 82 m und 0,6 Punkten Vorsprung auf dem Vorjahressieger Stepan Zünd und holte damit seinen ersten Meistertitel.